# Église Saint-Adrien de Courbevoie
Pour les articles homonymes, voir Église Saint-Adrien.
L'église Saint-Adrien de Courbevoie est un lieu de culte catholique de la commune de Courbevoie, dans les Hauts-de-Seine.

## Historique
Une première église paroissiale de ce nom, érigée de 1918 à 1930 d'après les plans de Julien Barbier, est inaugurée en 1926. En 1981 un nouveau bâtiment la remplace, construit par Delanoy[précision nécessaire] dans le cadre des Chantiers du Cardinal. Le 20 juin 2010, une église jouxtant la précédente est consacrée par Mgr Gérard Daucourt,.

## Description
Résolument contemporain, le mobilier liturgique est conçu par la plasticienne Fleur Nabert.

## Paroisse
L’église permet d’accueillir quelque 350 fidèles demeurant dans le quartier du Faubourg de l'Arche.
Courbevoie possède deux autres églises catholiques : Saint-Pierre-Saint-Paul et Saint-Maurice de Bécon.

## Pour approfondir